# Jean-Baptiste Carpeaux
Jean-Baptiste Carpeaux (Valenciennes 11 de maig de 1827-Courbevoie 12 d'octubre de 1875) va ser un pintor, escultor i dissenyador francès.

## Biografia
Jean-Baptiste Carpeaux es va criar en una família modesta de treballadors a Valenciennes. De molt jove li agrada dibuixar i s'inclinava per estudiar escultura en contra de la voluntat del seu pare. En arribar a París el 1838 amb la seva família, Carpeaux rep una primera formació en el dibuix i modelatge a l'Escola superior d'Arts Decoratives. En 1844, es va incorporar a l'Escola Nacional Superior de Belles Arts de París al taller de François Rude. Deu anys més tard, va guanyar el Prix de Rome amb el seu Hector implorant als déus en favor del seu fill Astíanax. La seva arribada a la capital italiana s'ajorna un any perquè abans l'artista va haver de realitzar diverses comandes. Es va traslladar a la Vil·la Mèdici el gener de 1856 i va estudiar els grans mestres: Rafael i Miquel Àngel. Va viatjar per Itàlia on pren gust pel moviment i l'espontaneïtat. Durant aquesta estada, esculpeix tres "enviaments", el Petit malhumorat, el Pescador de la petxina i Ugolino envoltat dels seus quatre fills. El 1862, de tornada a París, és introduït en la cort imperial pel seu amic i protector, Eugene Halwin Piennes i aviat és nomenat camarlenc de l'emperadriu. Esculpeix el mateix any un bust de la princesa Matilde, i això més tard li va portar diversos encàrrecs per part de Napoleó III. Va participar en la decoració exterior del "Pavillon de Flore" (El triomf de la Flora) i l'Òpera Garnier (La Dansa).
El 1869, Carpeaux esculpeix La núvia. El model és Clotilde Amélie de Montfort (1847-1908), filla del vescomte Philogène Montfort, l'advocat general de la Marne i el governador general del palau de Luxemburg. Ell s'enamora de la seva model i es casen el mateix any. Van tenir tres fills.
Va col·laborar amb l'arquitecte Gabriel Davioud pel seu últim treball, la Font de les Quatre Parts del Món a la plaça Camille Jullian a París. Va realitzar el grup de quatre figures d'Àsia, Europa, Amèrica i Àfrica suportant el globus terraqüi. Després de la seva mort va ser Emmanuel Fremiet qui completà la font amb l'addició de vuit cavalls, tortugues i dofins de la base.
Els últims anys de la seva vida van ser foscos. La guerra i la derrota de 1870 van fer decaure les comandes. Alhora, Carpeaux desenvolupa cap a la pròpia dona, una gelosia patològica que condueix a la separació de la parella el 1874. Sota la influència dels seus pares, a falta de diners, va deixar la gestió del seu taller al seu germà. El 1875, va morir als quaranta-vuit anys després d'atroços patiments a causa d'un càncer de bufeta.
Jean-Baptiste Carpeaux, molt unit a la seva ciutat natal, deixa una part de les seves obres al Museu de Belles Arts de Valenciennes. Està enterrat al cementiri de Sant-Roch Valenciennes.

## Carpeaux pintor

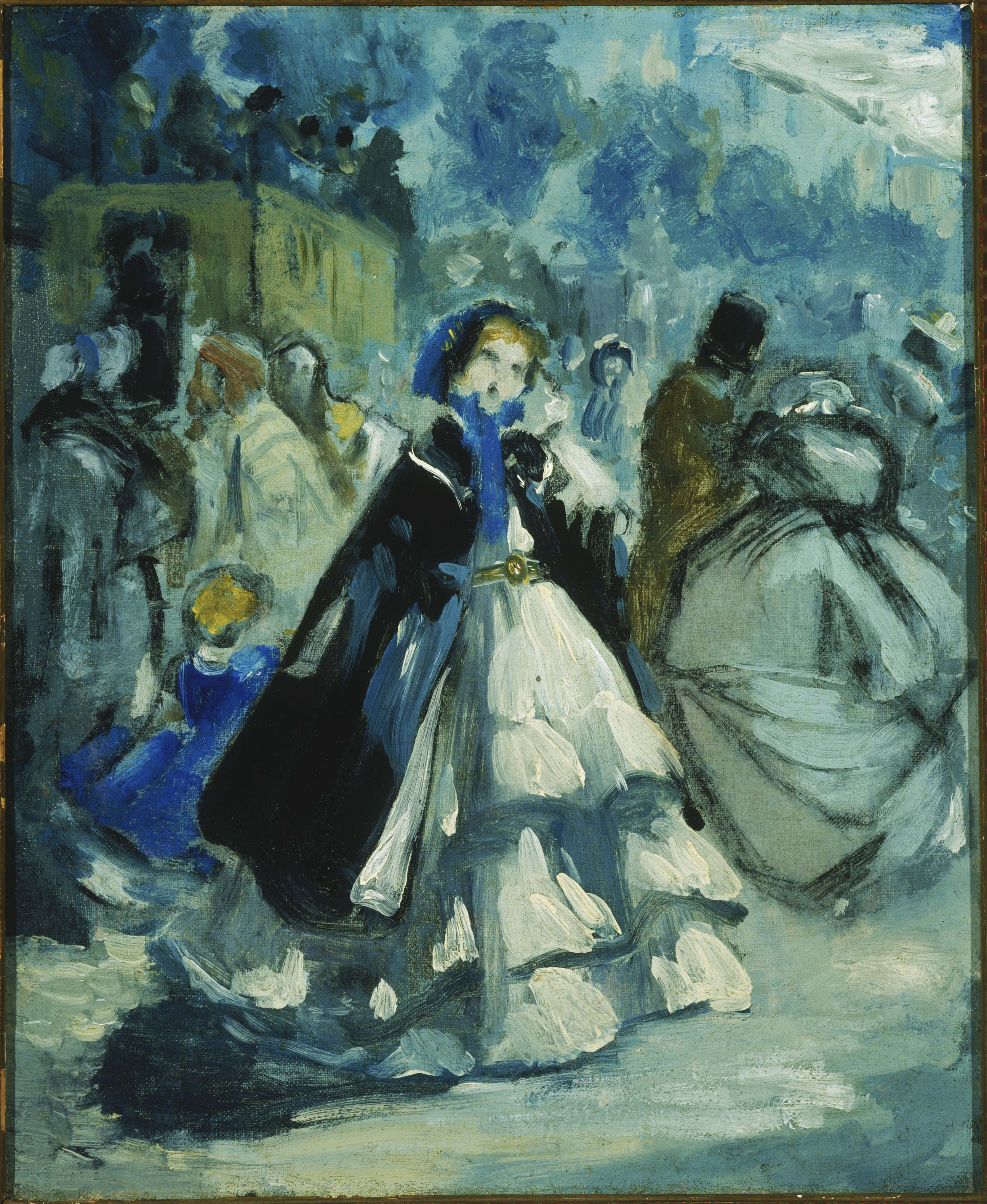
Escena del carrer, Washington (Columbia).

Jean-Baptiste Carpeaux és també un reconegut pintor. Va confessar: «M'he empastifat tot de teles (...) M'encanta aquest art de passió». Jean-Baptiste Carpeaux segueix el model de l'artista universal: ser pintor, decorador i escultor.
Les pintures de Carpeaux revelen una àmplia varietat d'estils i temes, que s'afirmen com a obres en el seu propi dret, empremtes d'espontaneïtat i velocitat de dibuix. A diferència de les seves escultures, sont quasi totes realitzades per ell mateix i molt poques són del seu taller.
Carpeaux va pintar paisatges, escenes de la vida quotidiana, retrats i autoretrats, escenes religioses i quadres d'història. En qualsevol moment, va prendre notes, així com les reunions als carrers de la Cort Imperial. Les seves pintures neixen d'aquests esbossos amb un aspre i rugós aspecte desitjat. En una ment «moderna», aquests apunts són l'expressió mateixa de la vida i el moviment. 6.
Aquest aspecte de la carrera de l'artista permet fer afrontar a les seves escultures i pintures, ja que l'artista forja intencionadament relació entre les dues arts. Durant la seva estada a Roma en la Vil·la Mèdici, l'artista va realitzar les seves primeres còpies de dibuixos d'artistes italians, -Miquel Àngel, Rafael Sanzio, Andrea del Sarto, Giambologna-, que van continuar al llarg de la seva vida.

## Obres

### París
- Pescador de la petxina, (1858), guix, Petit Palais, Paris.
- La Dansa: (1865-1869), façana del palau Garnier (copia), marbre al Musée d'Orsay, París.
- Ugolino envoltat dels seus quatre fills: (1860), bronze, musée d'Orsay, París. Un altre al Museu Metropolità de Nova York.
- Defensa de la pàtria: Museu Soumaya, (1869).
- Bacant amb roses: Expressa els moviments exòtics que apareixen als rituals orgiàstics en honor de Baco. També representa els caps de les dues mènades que són a La dansa.
- L'Amour à la folie: Museu Soumaya, (1869).
- Les Tres Gràcies: (1874), escultura en terracota, Petit Palais, París.
- Les quatre parts del món: (1868-1872), Font situada al Jardí de Luxemburg.
- Daphnis et Chloé, (1873), guix patinat, Petit Palais, París.
- El Triomf de Flora, façana del pavelló de Flora del Museu del Louvre.

Obres de Jean-Baptiste Carpeaux
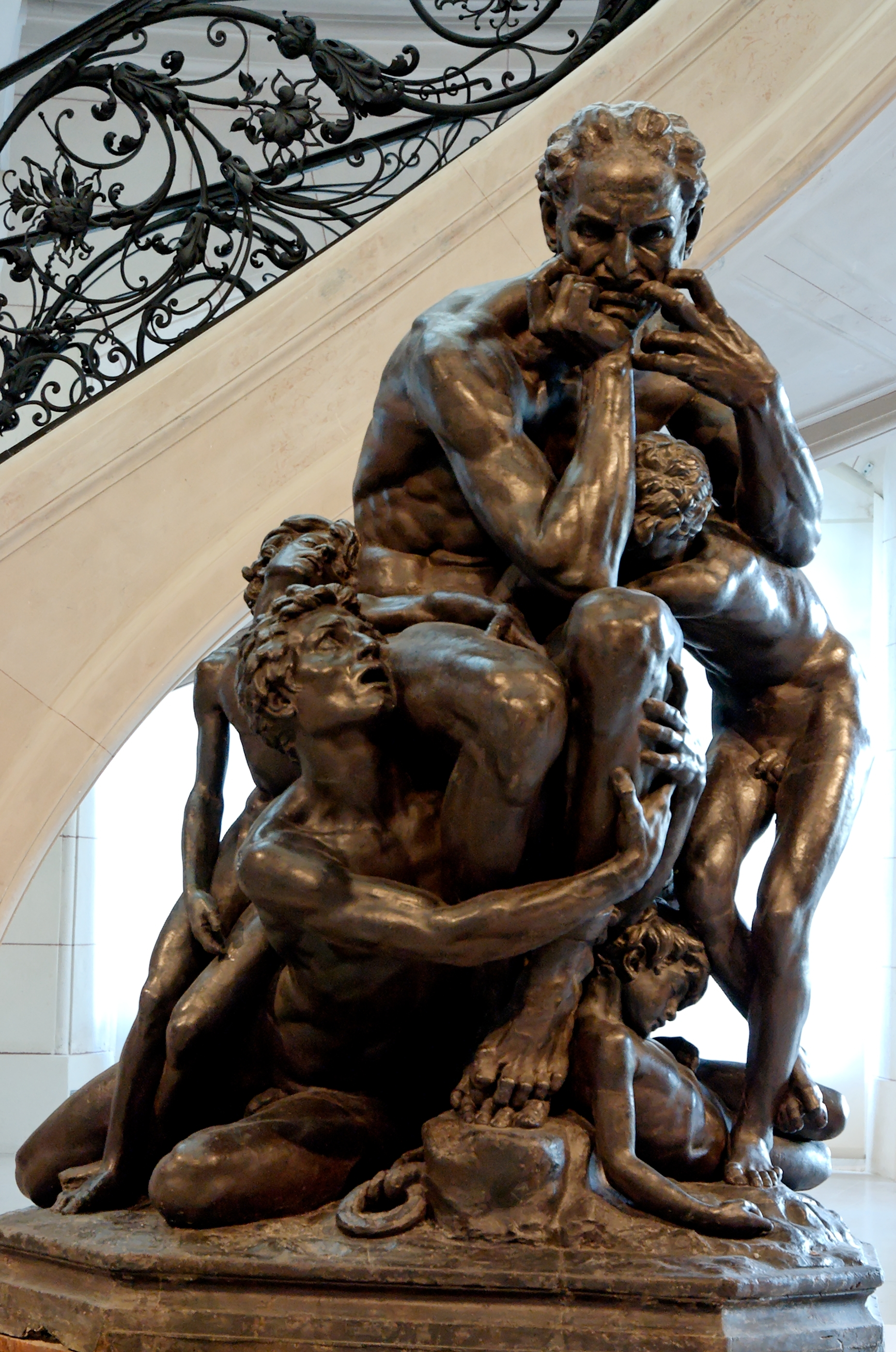
Ugolino envoltat dels seus quatre fills (1860), guix patinat, París, Petit Palais.
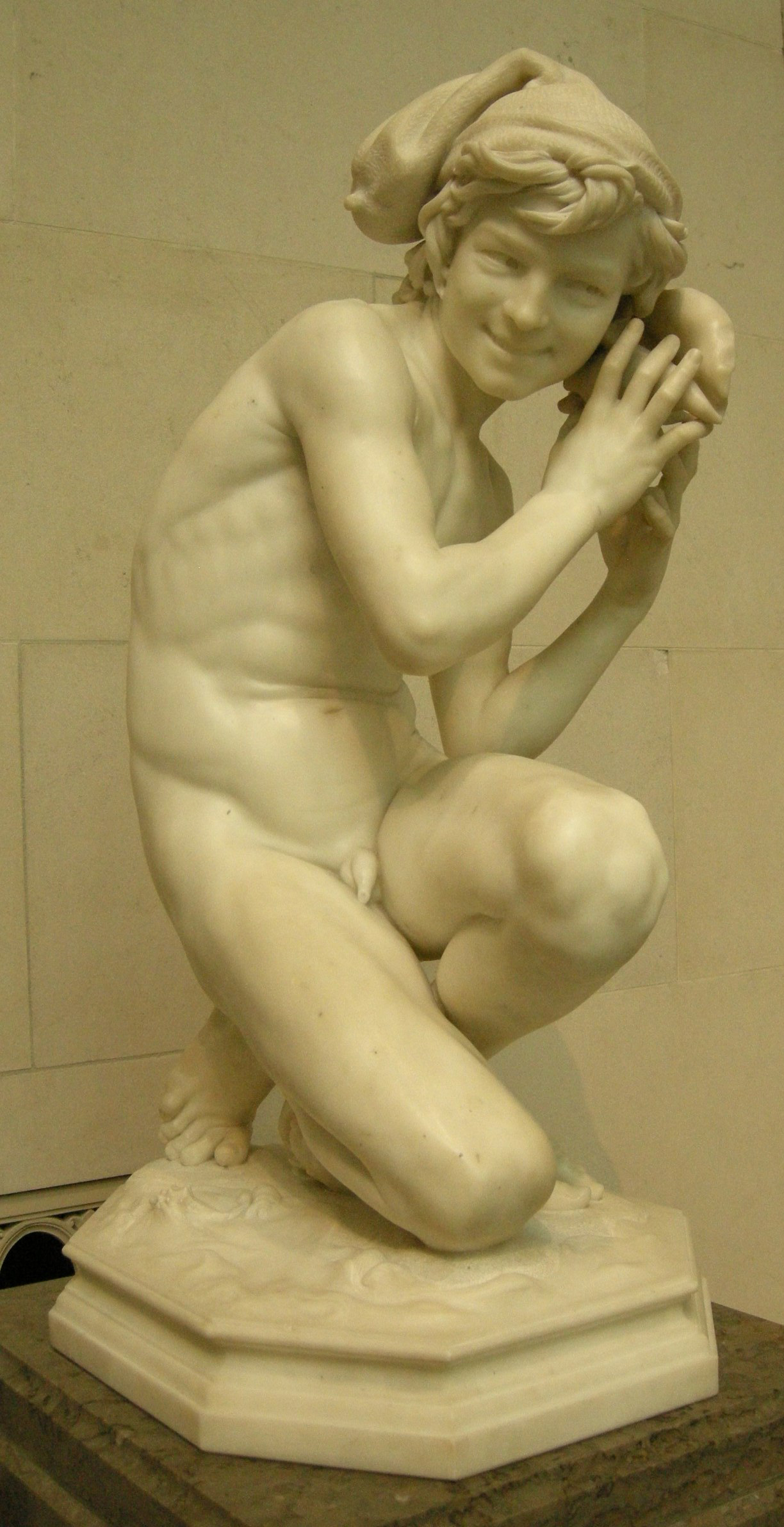
Pescador de la petxina (1861), marbre, Washington DC, National Gallery of Art.
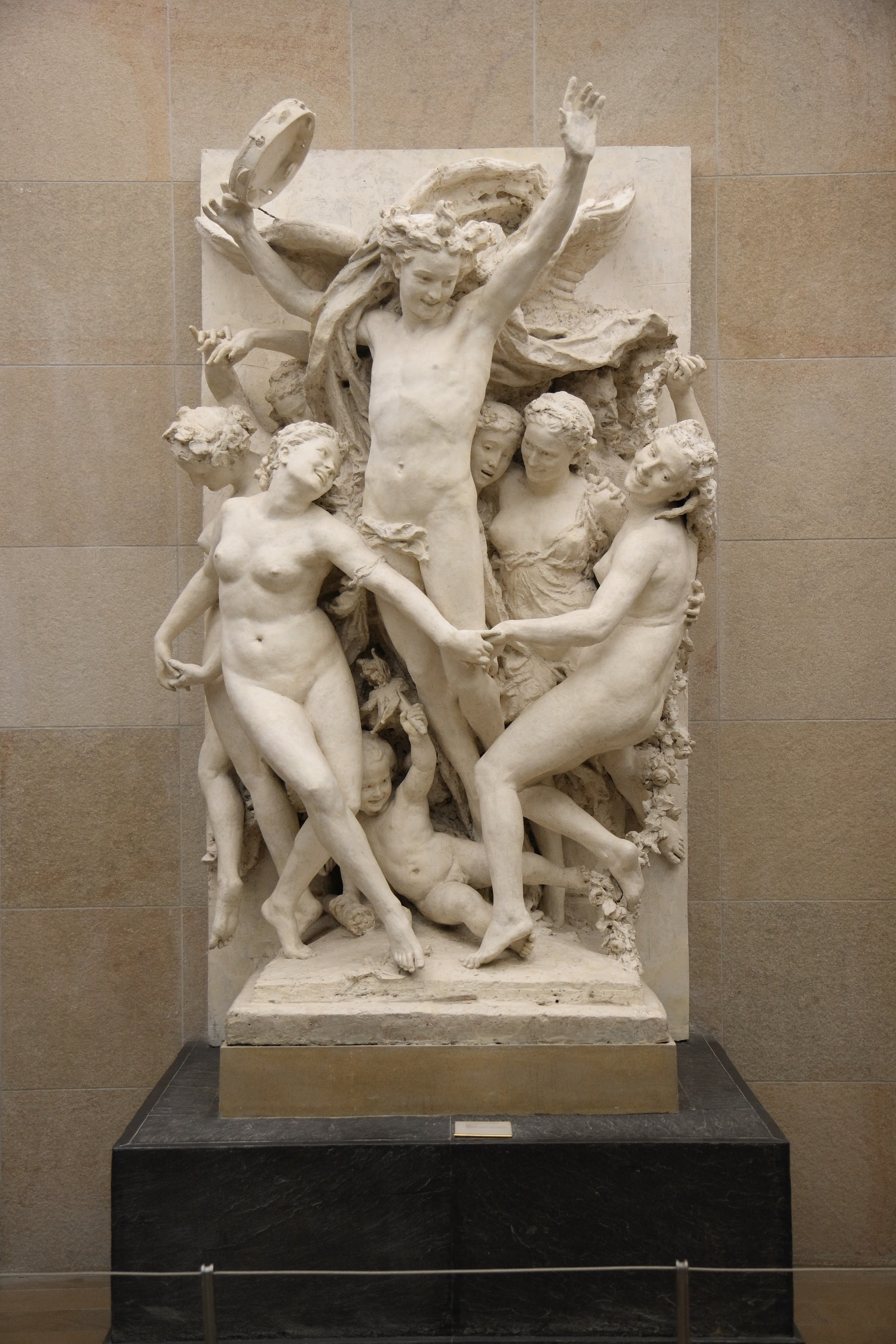
La Dansa, 1865-1869, guix, París, museu d'Orsay.
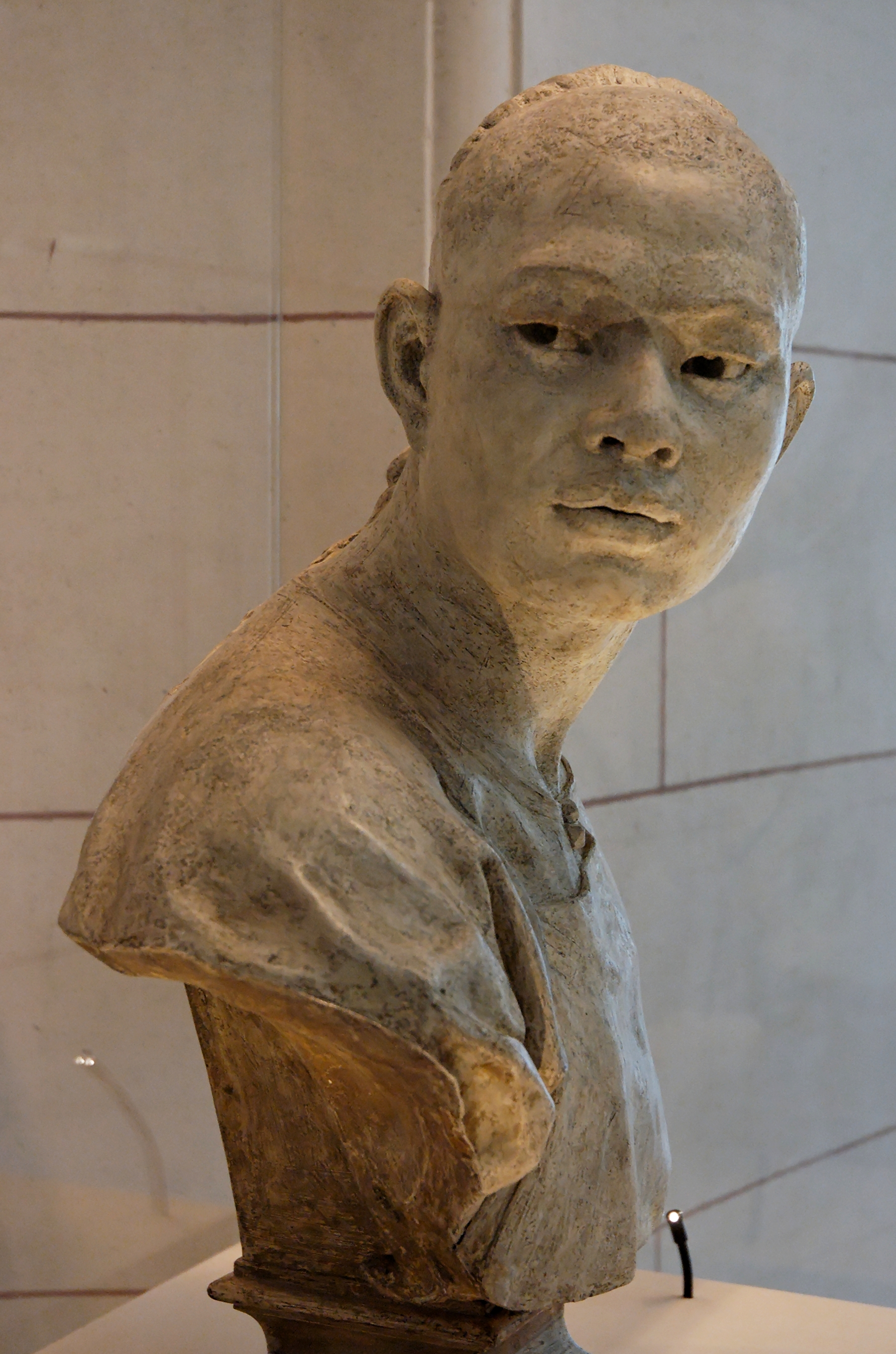
Xinès (1872), guix patinat, París, Petit Palais.
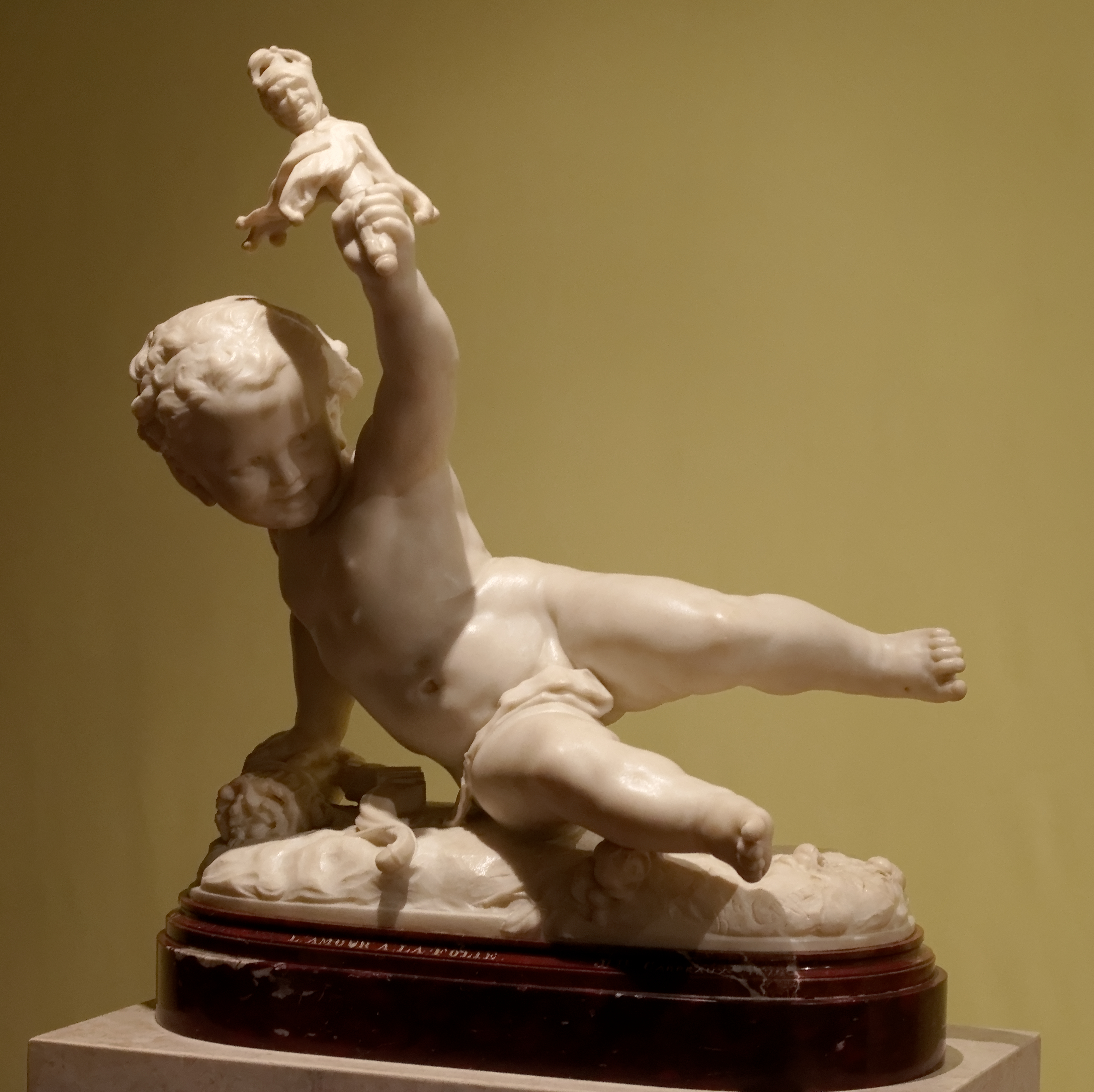
L'Amour à la folie (1872), museu Calouste-Gulbenkian, Lisboa
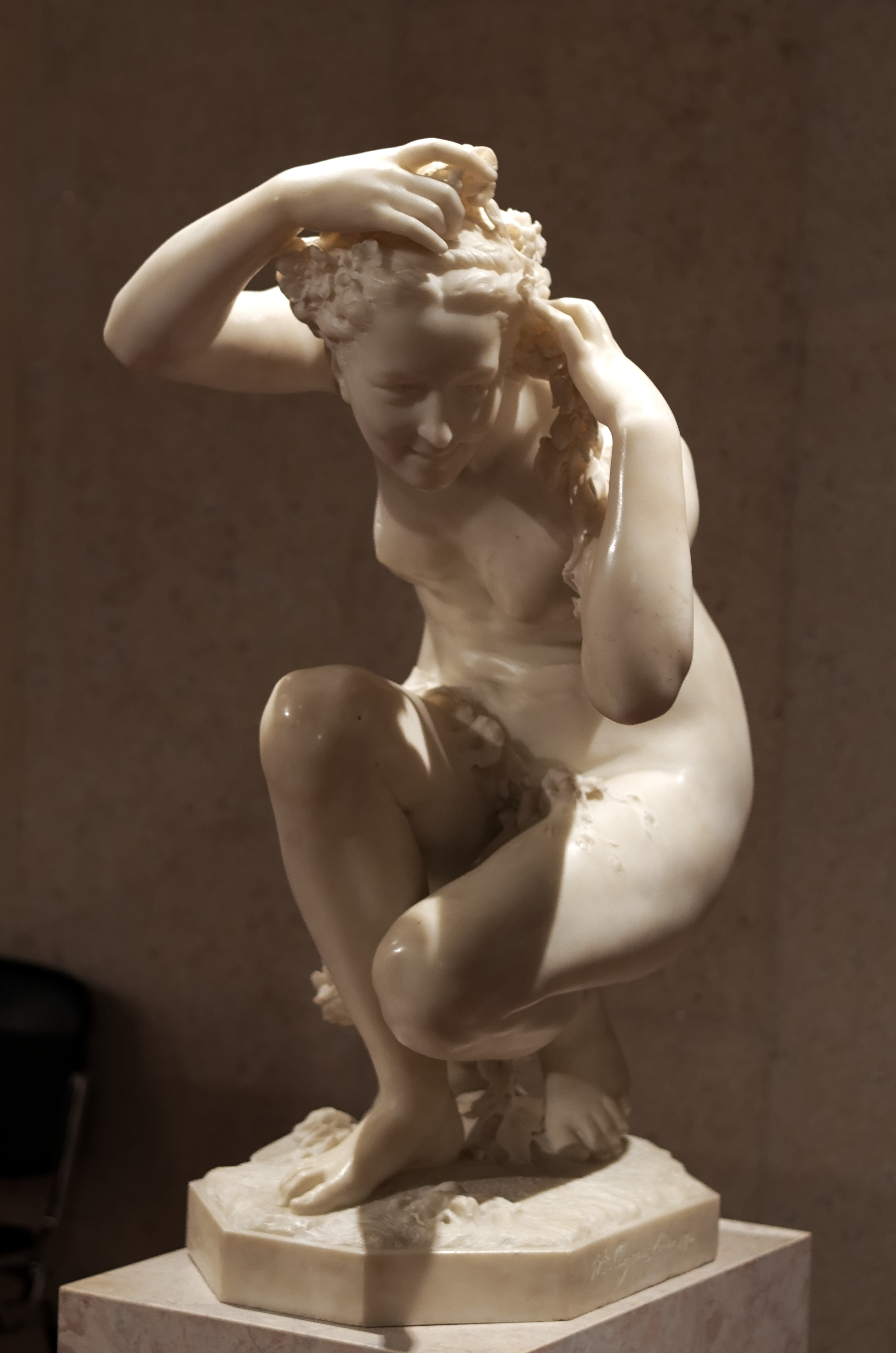
Flora (1873), museu Calouste-Gulbenkian

### Províncies
- Petit malhumorat (cap a 1856), marbre, Museu de Belles Arts de Valenciennes.
- Duquessa de Mouchy (1867), guix, Museu dipòsit de Compiègne.
- Per què néixer esclau? (Circa 1868), Douai, Museu de Chartreuse.
- Amélie de Montfort (1869), bust de guix patinat, Montpeller, Musée Fabre.
- Charles Gounod (1871), terracota, Museu de Belles Arts, Valenciennes.
- El triomf de Flora (1872), terracota, Museu de Belles Arts, Valenciennes.
- Bust de Jean-Léon Gérôme (1872), Vesoul, Museu Georges-Garret.
- Bust de Napoleó III (1873), guix, castell de Compiègne.
- El triomf de Flora (1873), guix, Museu de Belles Arts a Niça.
- Amor ferit (1873-1874), marbre, Museu de Belles Arts de Valenciennes.
- Bust de Bruno Cherier  (1874), Museu de Belles Arts de Valenciennes.
- Sant Bernat (1874), terracota, Museu de Belles Arts de Valenciennes.
- El príncep imperial i el seu gos Nero (1865), Palau de Belles Arts de Lille.

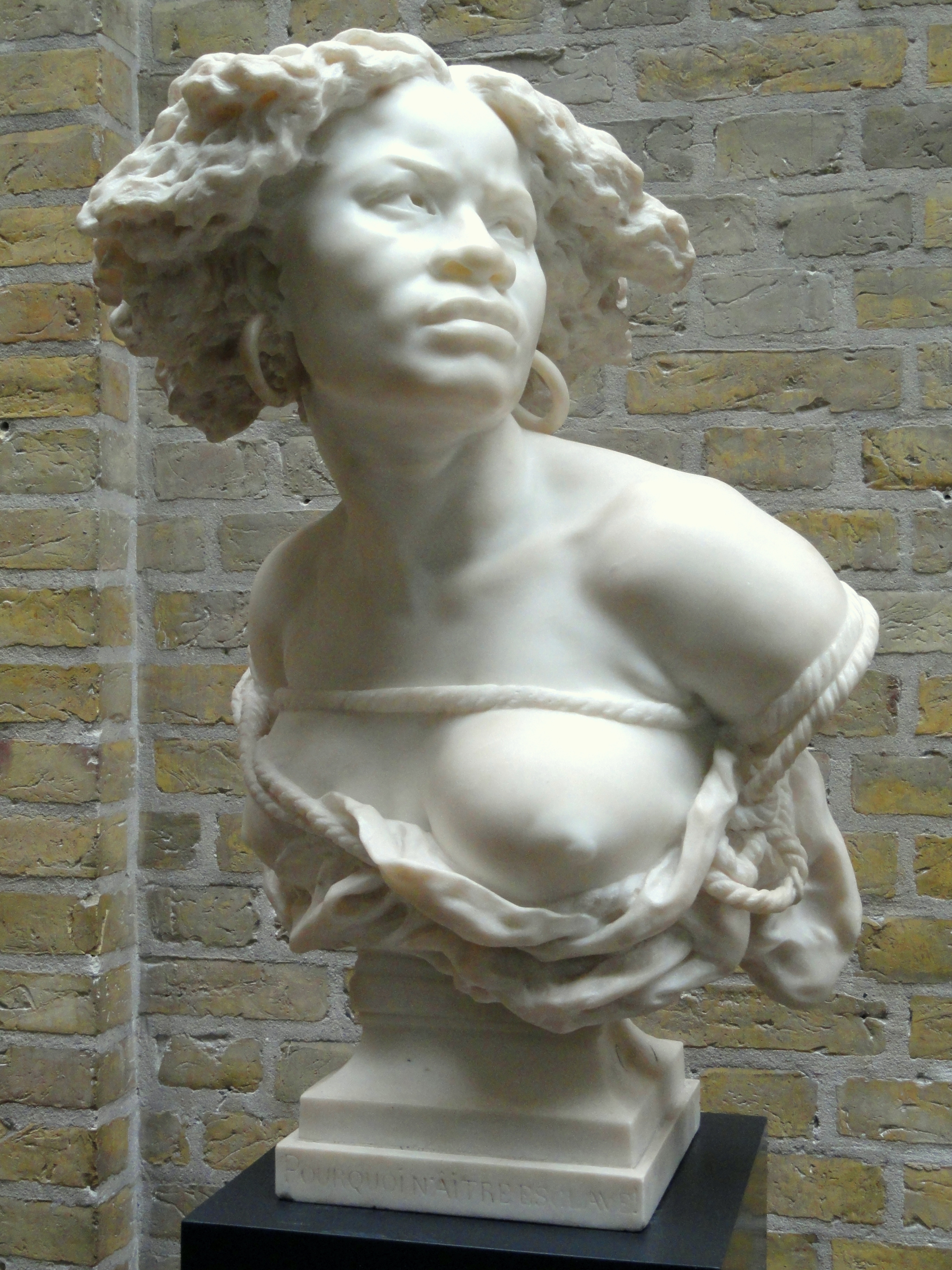
Pourquoi naître esclave ? (1869), marbre, Copenhague, Ny Carlsberg Glyptotek.
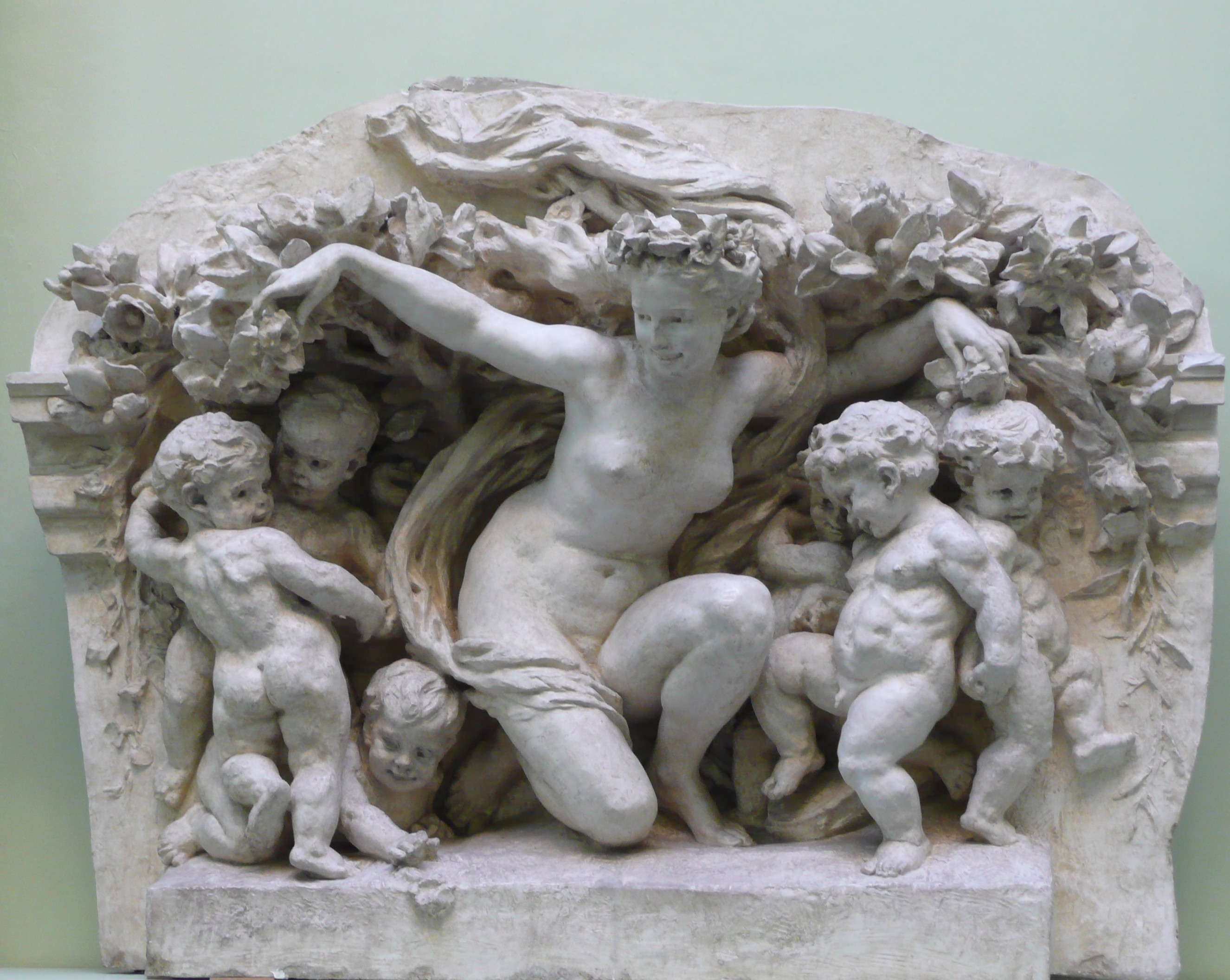
Triomphe de Flore (1873), plâtre, musée des beaux-arts de Nice.
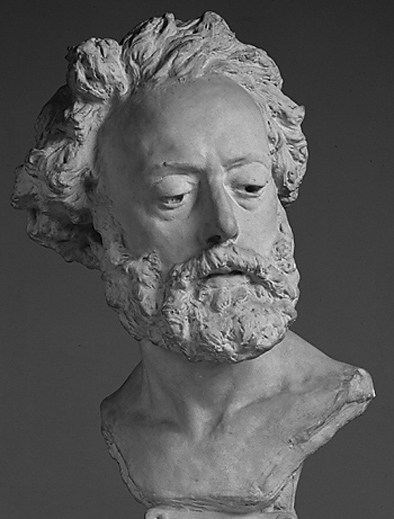
Buste de Bruno Chérier (1874), plâtre, musée des beaux-arts de Valenciennes.
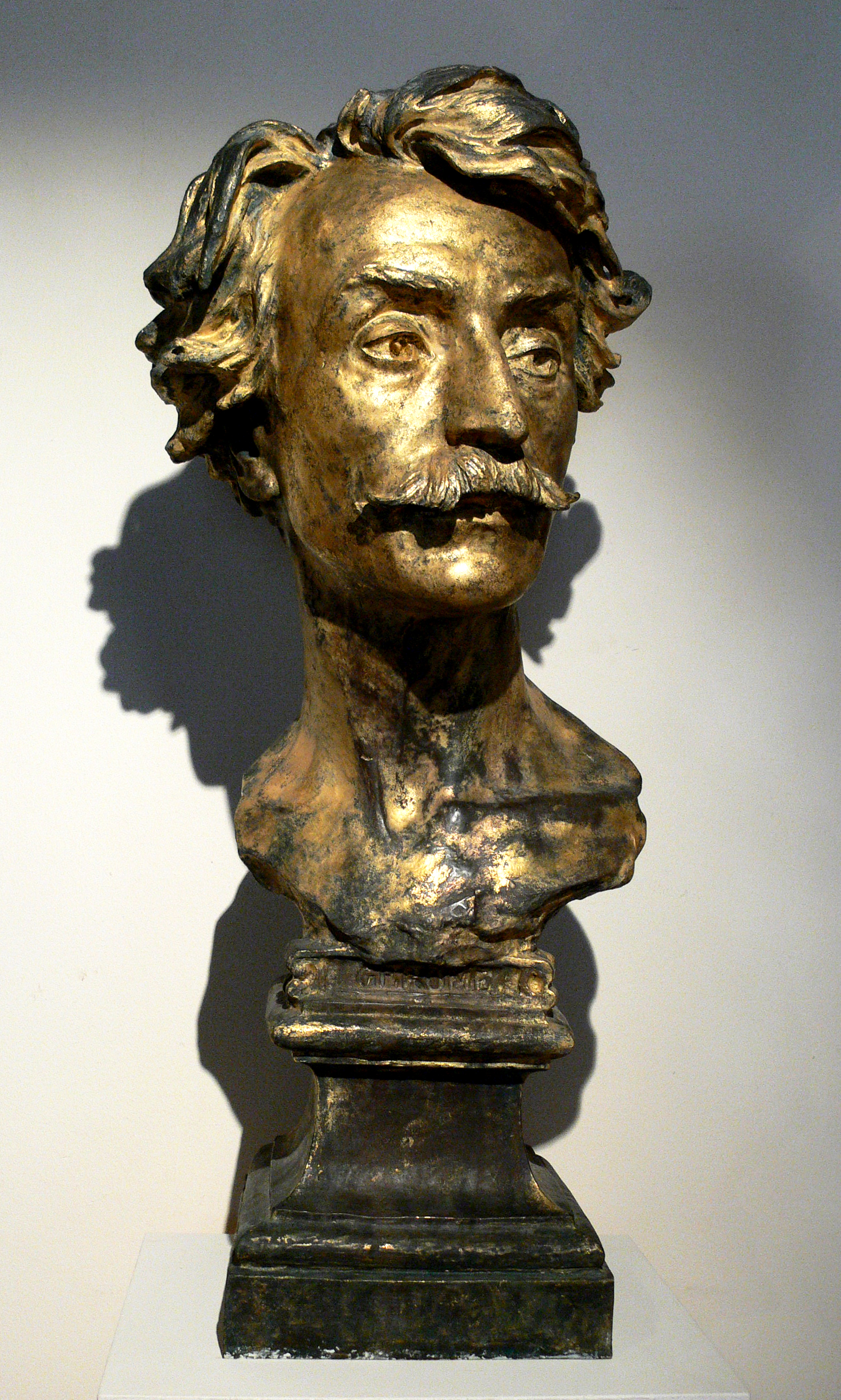
Buste de Jean-Léon Gérôme (1872), bronze, Vesoul, musée Georges-Garret.

### Altres
- Napoleó III, marbre, (1872-1873), Nova York, Museu Metropolità d'Art.

### Pintures
- Pescador de l'oli sobre llenç, París, museu d'Orsay.
- Ball de disfresses a les Teuleries (1867), oli sobre llenç, París, museu d'Orsay.
- Autoretrat anomenat "Carpeaux cridant de dolor" (1874), oli sobre llenç, Museu de Belles Arts de Valenciennes.
- La posta de sol (1872), oli sobre llenç, Museu de Belles Arts de Valenciennes.
- Relleu dels morts a Montretoux  (1871), oli sobre llenç, Museu de Belles Arts de Valenciennes.
- Naufragi al port de Dieppe (1873), oli sobre llenç, París, Petit Palais.

Quadres de Jean-Baptiste Carpeaux
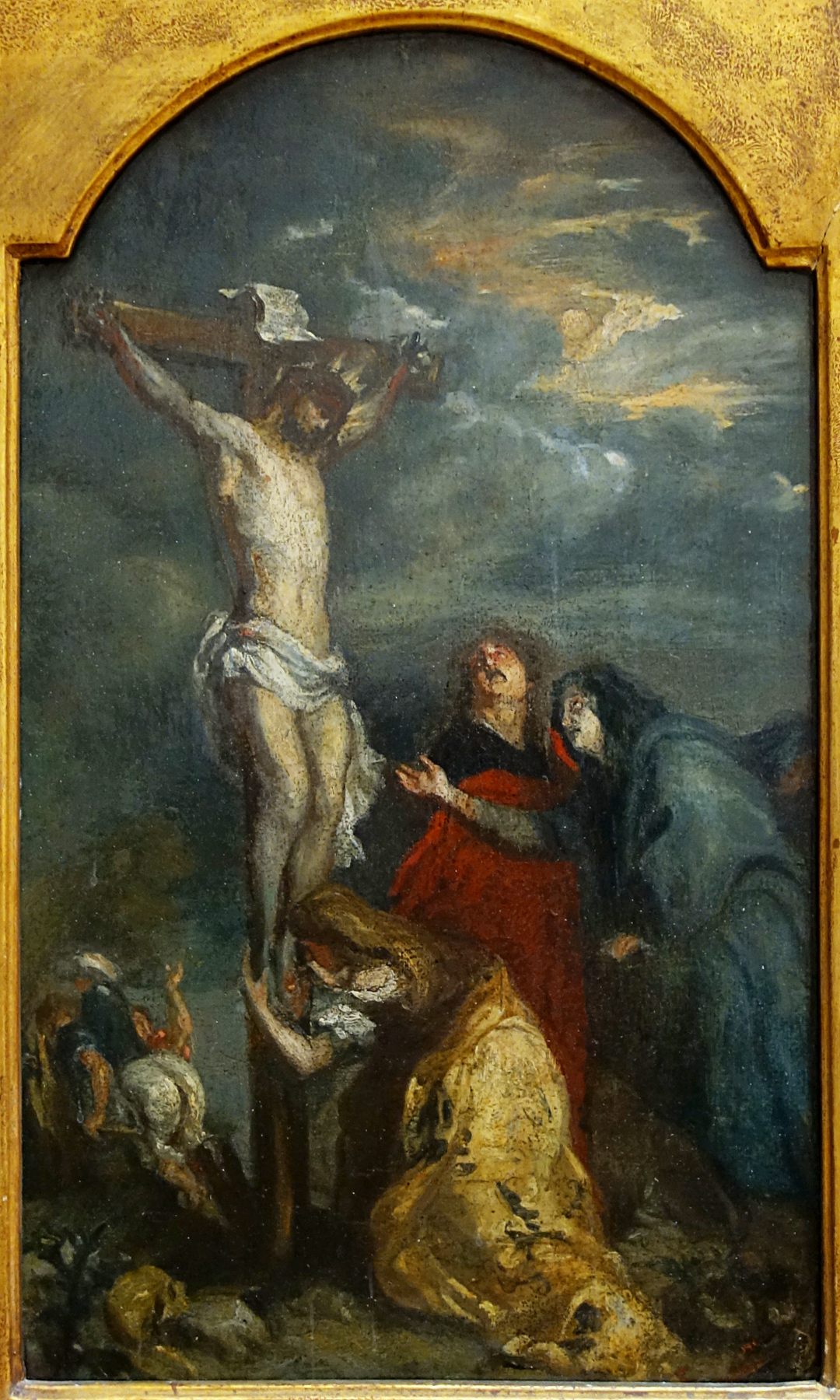
Crucifixió Palau de Belles Arts de Lilla.
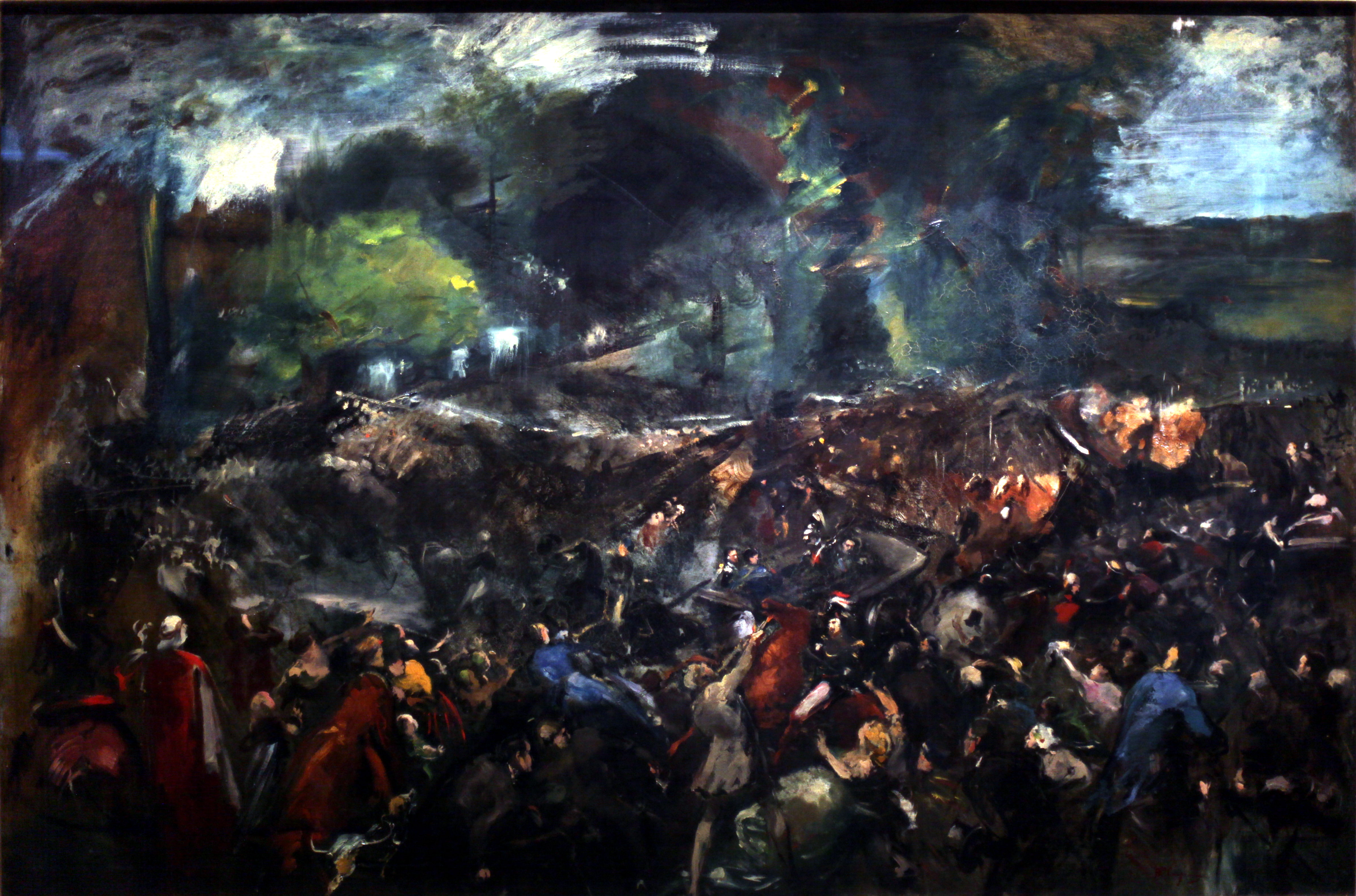
Attentat de Berezowski contre le tsar Alexandre II (1867) oli sobre llenç. Museu d'Orsay.
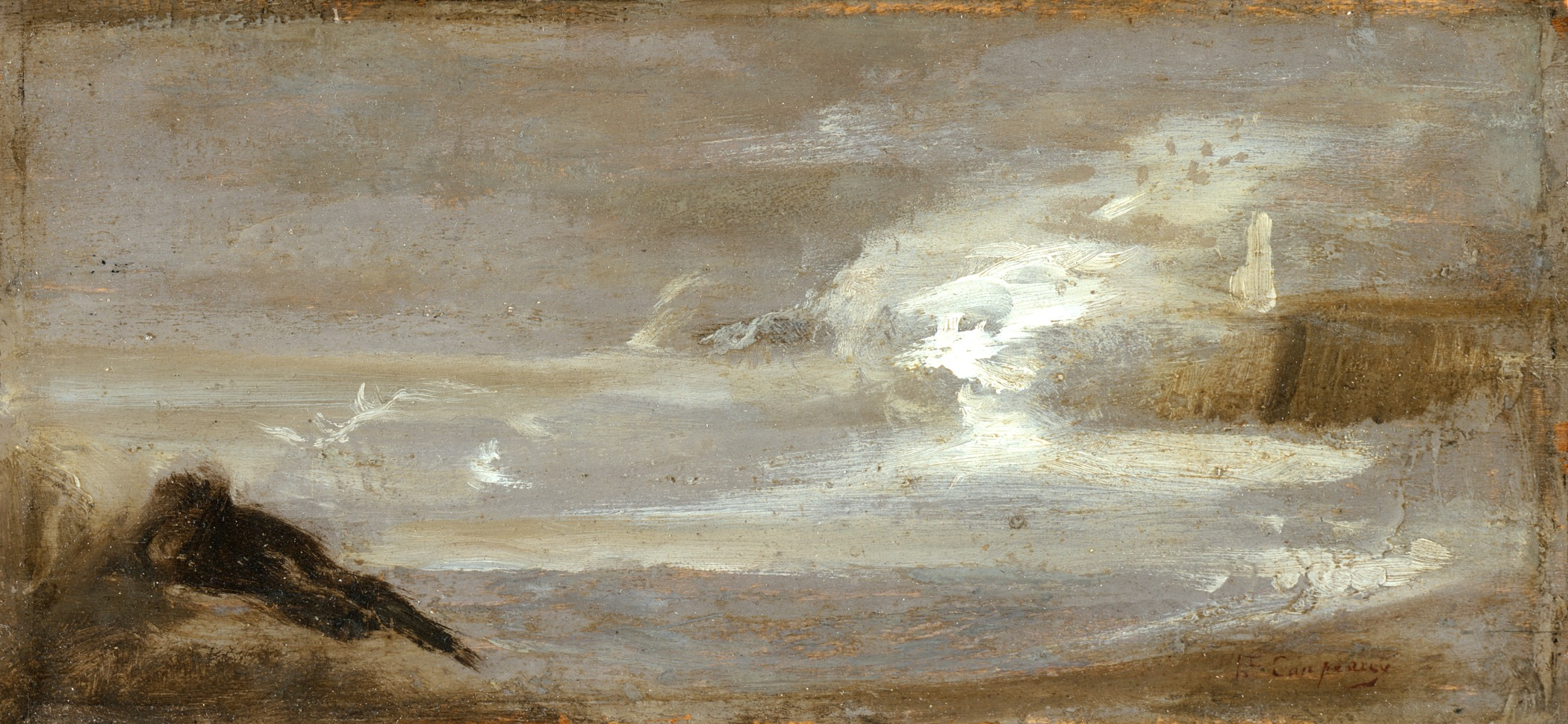
Marina, Museu d'Art del Comtat de Los Angeles.
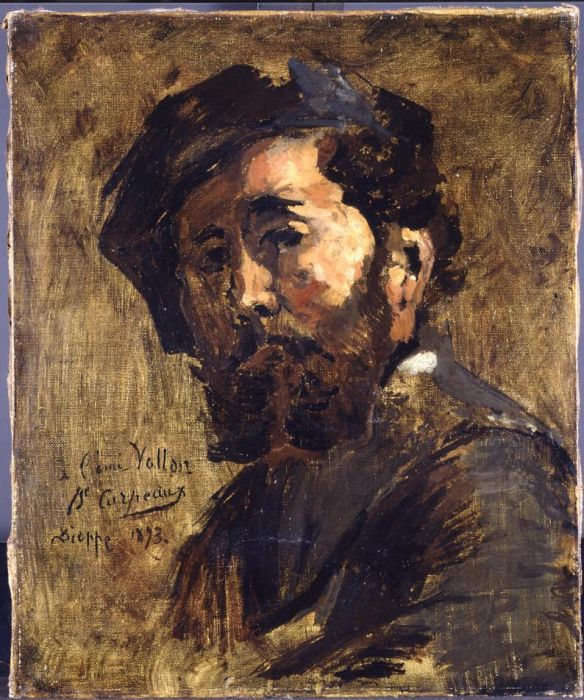
Retrat d'Antoine Vollon (1873), Birmingham Museum and Art Gallery.